# Lindoeste
Lindoeste es un municipio brasileño del estado de Paraná. Tiene una población estimada, en 2021, de 4488 habitantes.
Fue elevado a la categoría de municipio con la denominación de Lindoeste por la ley estatal n.º 9006, del 12 de junio de 1989, separado de Cascavel.